# Adelaide Ristori
Adelaide Ristori (ur. 29 stycznia 1822 w Cividale del Friuli, zm. 9 października 1906 w Turynie) – włoska aktorka.

## Życiorys
Pochodziła z rodziny aktorskiej. Do jej przodków należeli: Thommaso Ristori i Giacomo Ristori – aktorzy commedia dell’arte z XVII wieku. Rodzice pokazali ją na scenie, gdy miała 2 miesiące, w sztuce Girauda Nauczyciel w kłopotach. W wieku 12 lat należała wraz z rodzicami do zespołu Meneghino Moncalva.
Od 1836 występowała w zespołach teatralnych. Mając 14 lat zagrała tytułową rolę w tragedii Silvia Pellico Francesca z Rimini.  Jej nauczycielką była Carlotta Marchionni (1796–1861). W latach 1837–1840 grała w Teatrze Compagna Reale Sarda. W latach 1840–1847 grywała w różnych zespołach teatralnych. W roku 1847 poślubiła markiza Giuliano Capranica del Grillo. Po dwóch latach przerwy powróciła na scenę. Jej ważne role teatralne to m.in. tytułowa rola Adrianna Lecouvreur Scribe i Ernesta Legouvego. Antygona Sofoklesa, Fedra Jean Baptiste Racine, Maria Stuart (1855) Friedricha Schillera i Lady Makbeth w Makbecie Szekspira. 
W latach 1855–1866 odbyła światowe tournées po Europie (występowała również w Polsce w 1856) oraz Ameryce Północnej. 
Po 30 latach pracy na scenie w Thalia Theatre w Nowym Jorku zakończyła karierę aktorską.
W 1887 wydała w Turynie autobiografię: Ricordi e studi artistici.